# Copa de Algarve 2016
La Copa de Algarve de 2016 fue la vigésimo tercera edición de este torneo. Es una competición anual de fútbol femenino organizada en la región de Algarve en Portugal.
Canadá ganó su primera Copa de Algarve al vencer en la final a Brasil por 2 a 1.

## Equipos participantes
| Equipo        | FIFA Rankings (Diciembre de 2015) |
| ------------- | --------------------------------- |
| Brasil        | 7                                 |
| Canadá        | 11                                |
| Dinamarca     | 15                                |
| Nueva Zelanda | 16                                |
| Islandia      | 19                                |
| Rusia         | 22                                |
| Bélgica       | 28                                |
| Portugal      | 40                                |

## Fase de grupos

### Grupo A
| Equipo    | Pts | PJ | PG | PE | PP | GF | GC | DG |
| --------- | --- | -- | -- | -- | -- | -- | -- | -- |
| Canadá    | 6   | 3  | 2  | 0  | 1  | 2  | 1  | 1  |
| Islandia  | 6   | 3  | 2  | 0  | 1  | 6  | 3  | 2  |
| Bélgica   | 3   | 3  | 1  | 0  | 2  | 3  | 4  | −1 |
| Dinamarca | 3   | 3  | 1  | 0  | 2  | 3  | 6  | −3 |

- Los horarios corresponden a la Hora del Oeste Europeo (WET): UTC±00:00

| 2 de marzo, 15:00 | Islandia                             | 2:1     | Bélgica    | Estadio Municipal, Lagos |                        |
|                   | Jónsdóttir 5' · Brynjarsdóttir 90+2' | Reporte | Cayman 42' | Árbitra: Ledya Tafesse   | Árbitra: Ledya Tafesse |

| 2 de marzo, 15:00 | Canadá | 0:1     | Dinamarca | Estadio Municipal, Albufeira |                       |
|                   |        | Reporte | Nadim 55' | Árbitra: Olga Miranda        | Árbitra: Olga Miranda |

| 4 de marzo, 15:00 | Canadá     | 1:0     | Bélgica | VRS António Sports Complex, Vila Real de Santo António |                      |
|                   | Clarke 87' | Reporte |         | Árbitra: Sandra Braz                                   | Árbitra: Sandra Braz |

| 4 de marzo, 15:00 | Dinamarca | 1:4     | Islandia                                                     | Estadio Bela Vista, Parchal |                      |
|                   | Nadim 53' | Reporte | Þorvaldsdóttir 11' · Ómarsdóttir 12' · Magnúsdóttir 56', 90' | Árbitra: Tupou Patia        | Árbitra: Tupou Patia |

| 7 de marzo, 18:30 | Dinamarca     | 1:2     | Bélgica                          | Estadio Municipal, Albufeira |                    |
|                   | Sandvej 90+3' | Reporte | Sørensen 43' (o.g.) · Cayman 86' | Árbitra: Aye Thein           | Árbitra: Aye Thein |

| 7 de marzo, 18:30 | Canadá     | 1:0     | Islandia | Estadio Municipal, Lagos  |                           |
|                   | Beckie 41' | Reporte |          | Árbitra: Monika Mularczyk | Árbitra: Monika Mularczyk |

### Grupo B
| Equipo        | Pts | PJ | PG | PE | PP | GF | GC | DG |
| ------------- | --- | -- | -- | -- | -- | -- | -- | -- |
| Brasil        | 9   | 3  | 3  | 0  | 0  | 7  | 1  | 6  |
| Nueva Zelanda | 4   | 3  | 1  | 1  | 1  | 1  | 1  | 0  |
| Rusia         | 4   | 3  | 1  | 1  | 1  | 1  | 3  | −2 |
| Portugal      | 0   | 3  | 0  | 0  | 3  | 1  | 5  | −4 |

- Los horarios corresponden a la Hora del Oeste Europeo (WET): UTC±00:00

| 2 de marzo, 18:00 | Portugal | 0:1     | Rusia         | Estadio Municipal, Albufeira |                       |
|                   |          | Reporte | Makarenko 58' | Árbitra: Sara Persson        | Árbitra: Sara Persson |

| 2 de marzo, 18:30 | Brasil      | 1:0     | Nueva Zelanda | Estadio Municipal, Lagos |                          |
|                   | Debinha 20' | Reporte |               | Árbitra: Marianela Araya | Árbitra: Marianela Araya |

| 4 de marzo, 18:30 | Nueva Zelanda | 0:0     | Rusia | Estadio Bela Vista, Parchal |                    |
|                   |               | Reporte |       | Árbitra: Aye Thein          | Árbitra: Aye Thein |

| 4 de marzo, 20:00 | Portugal     | 1:3     | Brasil                                 | VRS António, Vila Real de Santo António |                           |
|                   | T. Pinto 30' | Reporte | Cristiane 17' · Marta 22' · Raquel 74' | Árbitra: Monika Mularczyk               | Árbitra: Monika Mularczyk |

| 7 de marzo, 15:00 | Brasil                                   | 3:0     | Rusia | Estadio Municipal, Lagos |                      |
|                   | Formiga 51' · Bia 66' · Thaís Guedes 89' | Reporte |       | Árbitra: Sandra Braz     | Árbitra: Sandra Braz |

| 7 de marzo, 15:00 | Portugal | 0:1     | Nueva Zelanda | Estadio Municipal, Albufeira |                        |
|                   |          | Reporte | Hearn 78'     | Árbitra: Ledya Tafesse       | Árbitra: Ledya Tafesse |

| 9 de marzo, 15:00 | Dinamarca                           | 3:1     | Portugal      | Estadio Bela Vista, Parchal |                      |
|                   | Troelsgaard 4', 11' · Rasmussen 81' | Reporte | Di. Silva 73' | Árbitra: Tupou Patia        | Árbitra: Tupou Patia |

## Fase final
- Los horarios corresponden a la Hora del Oeste Europeo (WET): UTC±00:00

### 7.° puesto
| 9 de marzo, 15:00 | Dinamarca                           | 3:1     | Portugal      | Estadio Bela Vista, Parchal |                      |
|                   | Troelsgaard 4', 11' · Rasmussen 81' | Reporte | Di. Silva 73' | Árbitra: Tupou Patia        | Árbitra: Tupou Patia |

### 5.° puesto
| 9 de marzo, 14:00 | Bélgica                                                                | 5:0     | Rusia | VRS António, Vila Real de Santo António |                               |
|                   | Wullaert 18' · Cayman 42', 73' · Schryvers 51' · Coutereels 61' (pen.) | Reporte |       | Árbitra: Marianela Araya Cruz           | Árbitra: Marianela Araya Cruz |

### 3.° puesto
| 9 de marzo, 17:30 | Islandia                                                                                 | 1:1 (6:5 p.)               | Nueva Zelanda                                         | VRS António, Vila Real de Santo António |                       |
|                   | A. Hauksdóttir 27'                                                                       | Reporte                    | Hearn 70'                                             | Árbitra: Olga Miranda                   | Árbitra: Olga Miranda |
|                   |                                                                                          | Tiros desde el punto penal |                                                       |                                         |                       |
|                   | Viggósdóttir · Viðarsdóttir · Brynjarsdóttir · Jessen · Þorsteinsdóttir · Friðriksdóttir |                            | Percival · Anna Green · Stott · Hassett · White · ??? |                                         |                       |

### Final
| 9 de marzo, 18:30 | Canadá                    | 2:1     | Brasil             | Estadio Bela Vista, Parchal |                       |
|                   | Zadorsky 60' · Beckie 67' | Reporte | Andressa Alves 90' | Árbitra: Sara Persson       | Árbitra: Sara Persson |

| Campeón           |
| Canadá 1.° título |